# 約翰二世 (巴伐利亞)
約翰二世，（約1341年—1397年6月14日或7月1日之間）維特爾斯巴赫家族成員，巴伐利亞-慕尼黑公爵（1375年—1397年在位）。巴伐利亞公爵斯特凡二世與第一任妻子西西里國王費德里科二世的女兒西西里的伊麗莎白的第三子。
1375年，父親斯特凡二世逝世，從1375年到1392年，約翰與他的兄長斯特凡三世和弗里德里希一起在巴伐利亞公國統治。1385年，約翰二世和他的妻子一起繼承戈里齐亚伯国的三分之一和利恩茲，但在1392年，他將自己的那份得到的領地賣給哈布斯堡王朝。約翰二世於1392年繼承在巴伐利亞的新領地，因為他拒絕資助他的兄弟在意大利遠征，因為這些兄弟都與米蘭公爵貝爾納波·維斯孔蒂的女兒結婚，又因為斯特凡三世昂貴的宮庭開支。自始巴伐利亞--因戈爾施塔特和巴伐利亞-慕尼黑從巴伐利亞-蘭茨胡特公國分裂出來。弗里德里希保留巴伐利亞-蘭茨胡特，斯特凡三世接納巴伐利亞-因戈爾施塔特，但是他不久就將其視為劣勢。因此，約翰二世統治巴伐利亞-慕尼黑僅三年，直到1395年，然後在兩兄弟之間發生武裝衝突後，他又再次與斯特凡三世分享巴伐利亞-慕尼黑的權力。
儘管約翰二世在一些武裝衝突中為他的兄弟們提供過支持，包括在城邦之戰中與士瓦本城市同盟作戰。但他的性格卻與眾不同。 與斯特凡三世和弗里德里希相反，約翰的性情沉著冷靜，他的一生主要表現為他虔誠和熱愛狩獵 。但是，後來約翰意識到自己有必要保留其兒子們的未來繼承權，最終終於放棄他的被動性，反對他的兩位兄長。
1397年，約翰二世逝世，他的兒子恩斯特和威廉三世繼承爵位，他們最終成功地對趕走斯特凡三世，成為巴伐利亞-慕尼黑的統治者。約翰二世被安葬在慕尼黑聖母主教座堂。

## 家庭
約翰二世於1372年與第一任妻子戈里齊亞伯爵邁因哈德六世與妻子普芬貝格的凱瑟琳娜的女兒戈里齊亞的凱瑟琳結婚。他們的孩子是：
1. 恩斯特（1373年–1438年7月2日，慕尼黑逝世）。
2. 威廉（1375年–1435年，慕尼黑逝世）。
3. 索非亞（英语：Sophia of Bavaria）（1376年–1425年9月26日，普爾斯堡逝世），於1389年5月2日在布拉格嫁給羅馬人民的國王文策爾一世。

他還有一個私生子約翰·格倫瓦爾德（1393年-1452年），他是佛萊辛樞機主教和主教。